# سكيب كاتينغ
سكيب كاتينغ (بالإنجليزية: Skip Cutting) هو دراج أمريكي، ولد في 9 يونيو 1946 في إنديانابوليس في الولايات المتحدة.

## وصلات خارجية
- سكيب كاتينغ على موقع أوليمبيديا (الإنجليزية)